# Palacio de Bellevue

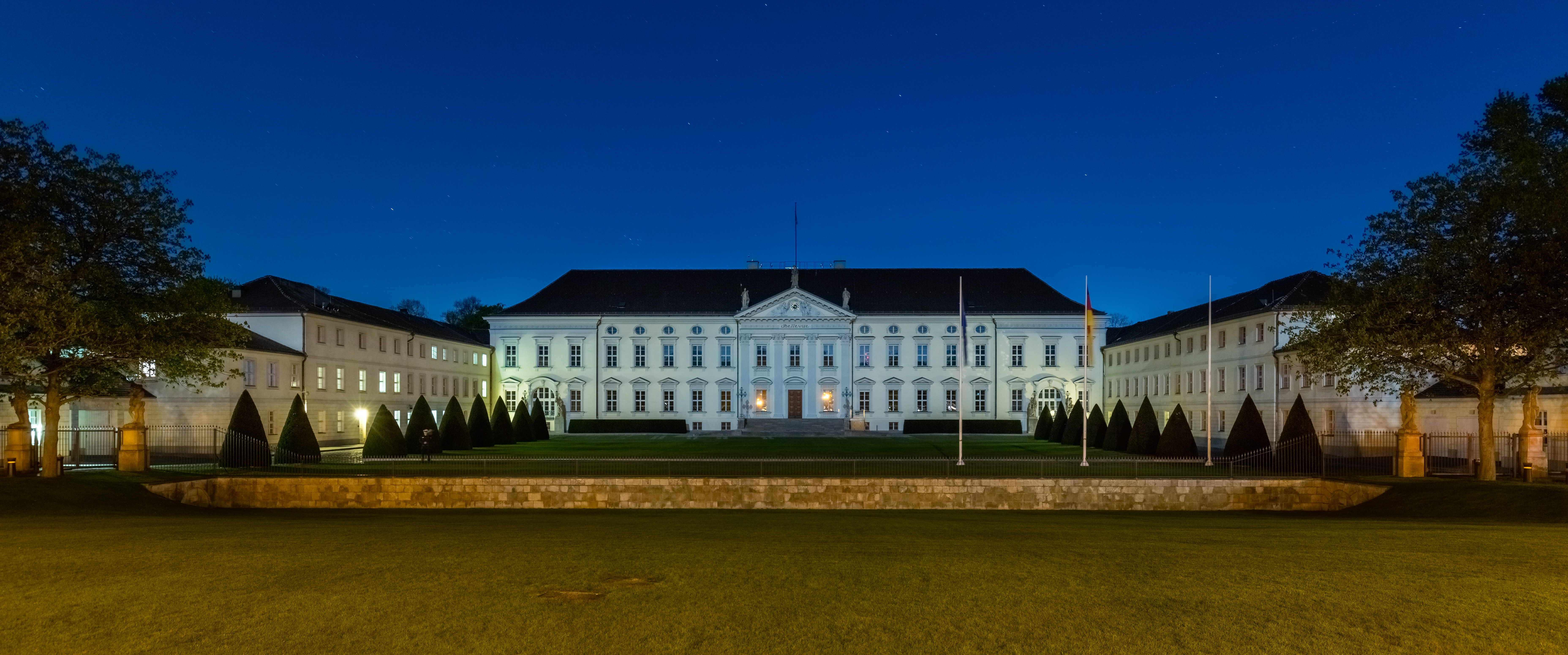
Vista nocturna.

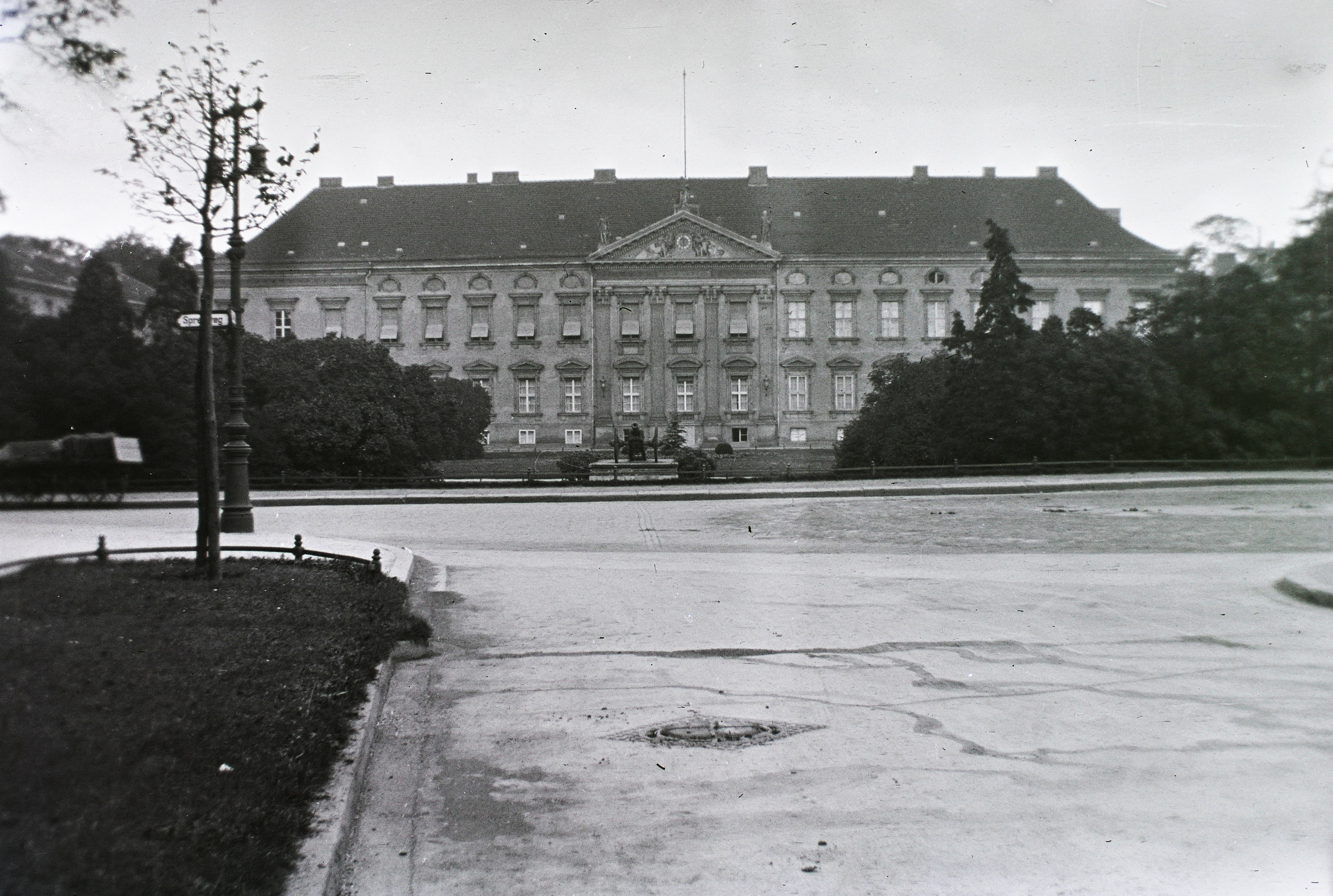
Vista externa en 1914.

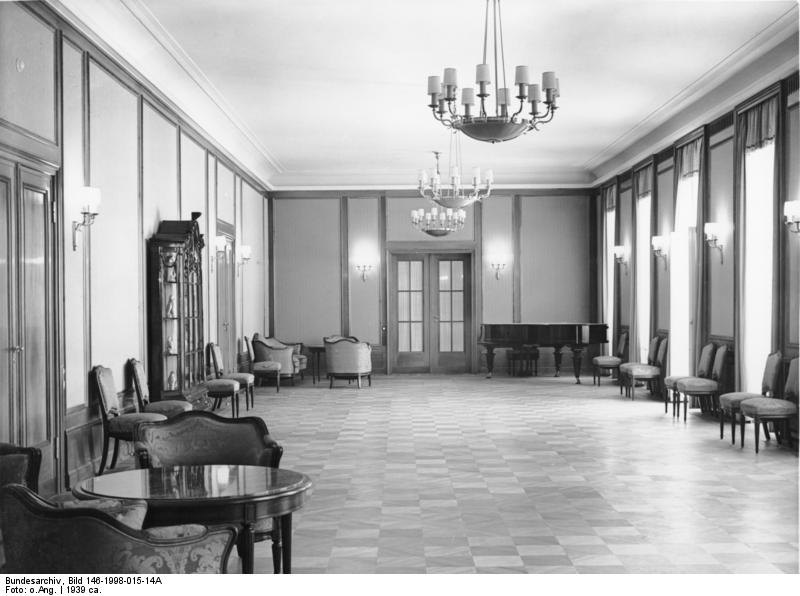
Vista interior hacia 1939.

El palacio de Bellevue (del alemán: Schloss Bellevue) es un palacio berlinés ubicado al norte del Tiergarten a orillas del Spree, cerca de la Columna de la victoria de Berlín. Su nombre proviene de la bella vista que se contempla del Spree. Este palacio se utiliza desde 1994 como residencia oficial del presidente de Alemania.
El príncipe Federico Augusto Fernando de Prusia, hermano menor del rey de Prusia Federico el Grande, mandó en 1786 al arquitecto Michael Philipp Daniel Boumann que construyera el palacio de Bellevue, como residencia de verano en el solar donde se ubicaba una mansión edificada en 1743 por Knobelsdorff. Se trata del primer edificio neoclásico de Alemania. En su planta se distinguen tres sectores diferenciados: un edificio central con 19 vanos y un frontón apoyado sobre cuatro pilastras corintias. Y dos edificios laterales, uno sobre la margen del río, Ala del Spree y otro simétricamente opuesto, Ala de las damas. El palacio tiene alrededor un parque de 20 hectáreas de superficie. Bellevue estuvo destinado a residencia oficial del Príncipe heredero de la Corona de Alemania.
En este palacio se firmó el tratado de paz de la guerra franco-prusiana el 3 de septiembre de 1870. Durante la República de Weimar, el palacio pasó en 1928 a manos del Estado, y a mediados de los años treinta acogió de forma provisional el museo etnográfico, hasta que en 1938 se convirtió en la residencia oficial de los huéspedes del Tercer Reich. 
Debido a que en las postrimerías de la Segunda Guerra Mundial sirvió como sede de consultas del Estado Mayor alemán, sufrió graves daños durante los bombardeos de las tropas aliadas en mayo de 1945, después de lo cual solo quedó en pie la fachada exterior del ala principal. Se restauró parcialmente en los años 50, y solo el exterior se mantuvo en el estado original; en el interior solo se conservó  el Gran Salón Oval diseñado por Carl Gotthard Langhans en 1791. En 1957 se tomó la decisión de que fuera la residencia en Berlín del Presidente de la república, hasta la mudanza en 1997 a la Villa Hammerschmidt en Bonn, ciudad que albergaba la capitalidad de la RFA; después de la división alemana quedó como la residencia principal.
Entre los años 1986-1987 se sometió al Bellevue a una nueva restauración. Richard von Weizsäcker trasladó aquí la residencia oficial del Presidente de la república en 1994 tras la reunificación, y su sucesor Roman Herzog fue el primero en ocupar la nueva residencia en Berlín.
Fue definitivamente restaurado entre 2004 y 2005, remediándose los defectos de las reconstrucciones anteriores. Durante este período el presidente de Alemania utilizó el Palacio de Charlottenburg para recibir al cuerpo diplomático y a los presidentes de otros países. El Palacio Bellevue se convirtió nuevamente en su residencia oficial en enero de 2006.